# 四溝葉蚤
四溝葉蚤（学名：Nisotra gemella）为金花蟲科四溝葉蚤屬下的一个种。